# 圖奈恰湖
图奈恰湖（俄语：Озеро Тунайча），日称富内湖（日语：／），是萨哈林岛南部的湖，长28公里，宽9.4公里，面积174平方公里，平均深12.8米，最大深41.7米，总水量2.07立方公里，属“桦太八景”之一。通过水道与富内湾相连，水道和湖连接处是大曲岬。东北向有赫瓦利谢科耶湖和俄罗斯湖，距斯沃博德内角约10公里，西北向有伊茲緬奇沃耶湖，南向有大奇比桑斯科耶湖、大瓦瓦伊斯科耶湖和布谢湖，东南方向的小湖是斯沃博德諾耶湖。俄日两语名称均源于阿伊努语，意为“多湖的海岸”。
深层盐度较高。該湖具有高度的生物多樣性和大量的動植物來源的食物資源。湖中栖息着13科29种鱼，含大马哈鱼、粉紅鮭、鲱、美洲胡瓜鱼、细身宽突鳕和遠東哲羅魚等，一群太平洋鲱在湖中繁殖和越冬，白尾海雕、鹗、鸳鸯、冻原天鹅、大天鹅等鸟类在湖边筑巢。禁止在湖中钓鱼和驾驶摩托艇。湖边建有纪念日俄战争时期布罗尼斯拉夫·弗拉季斯拉沃维奇·格罗托-斯列皮科夫斯基率领的游击队的纪念碑。

## 图集

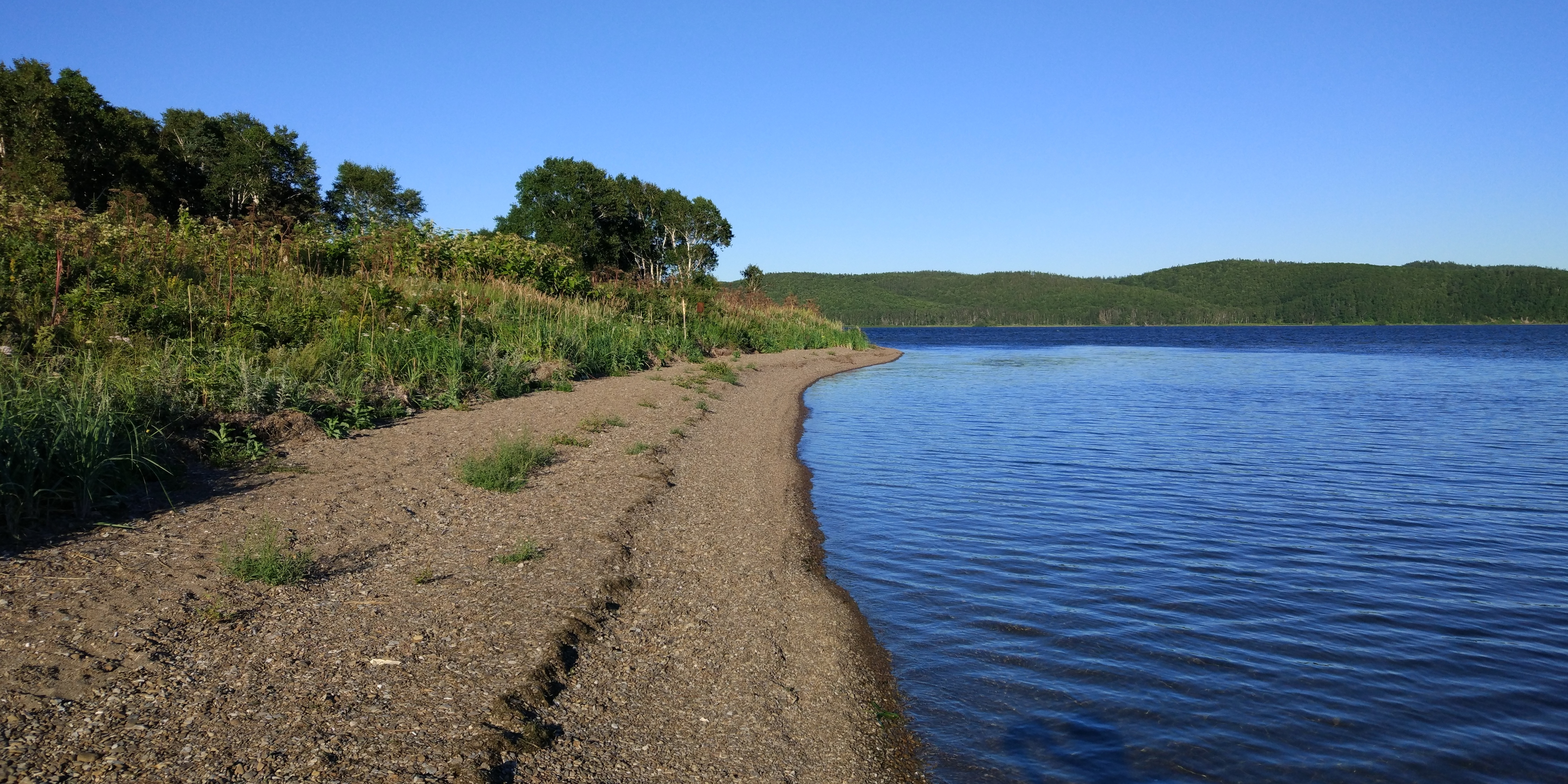
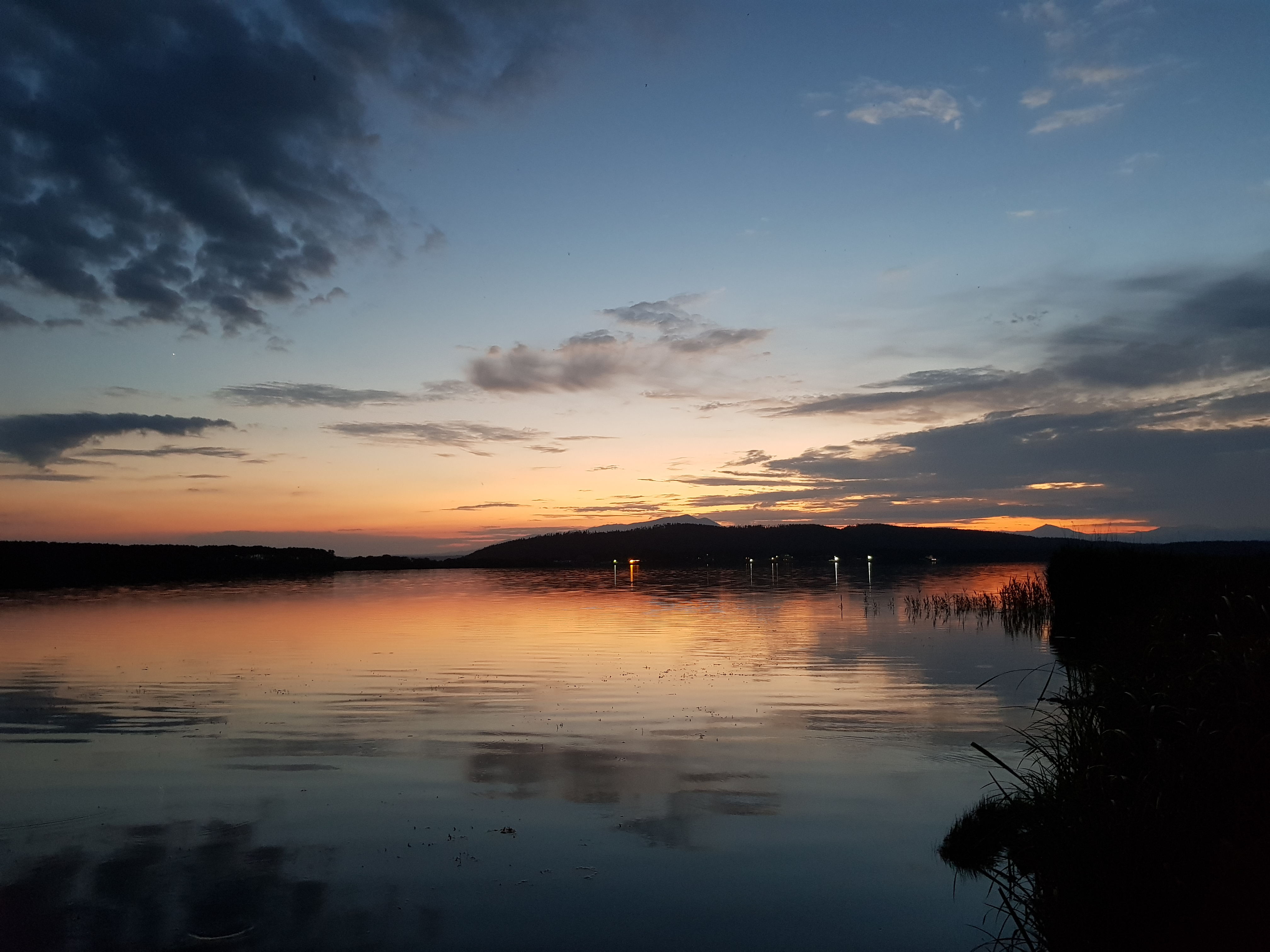
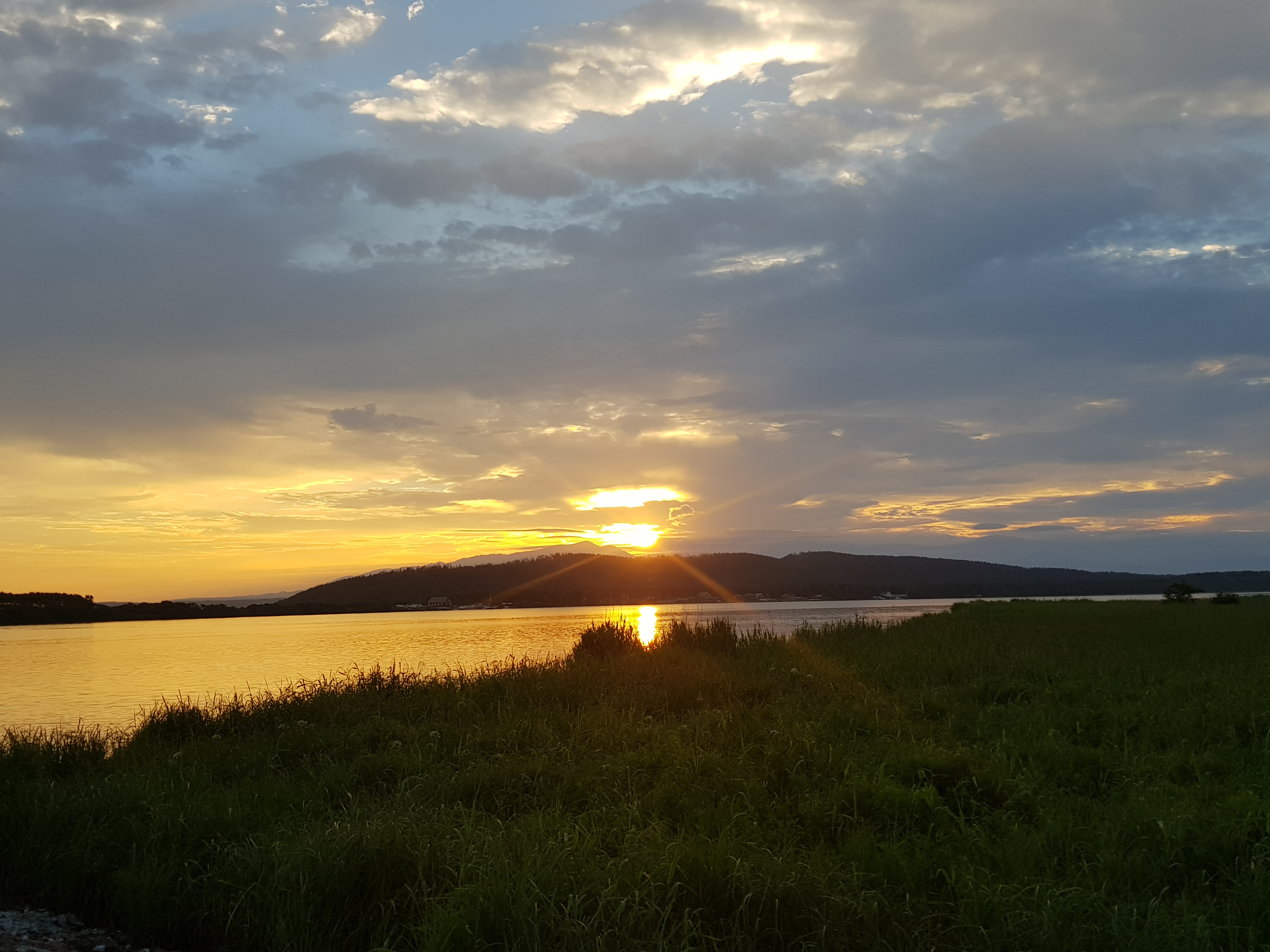

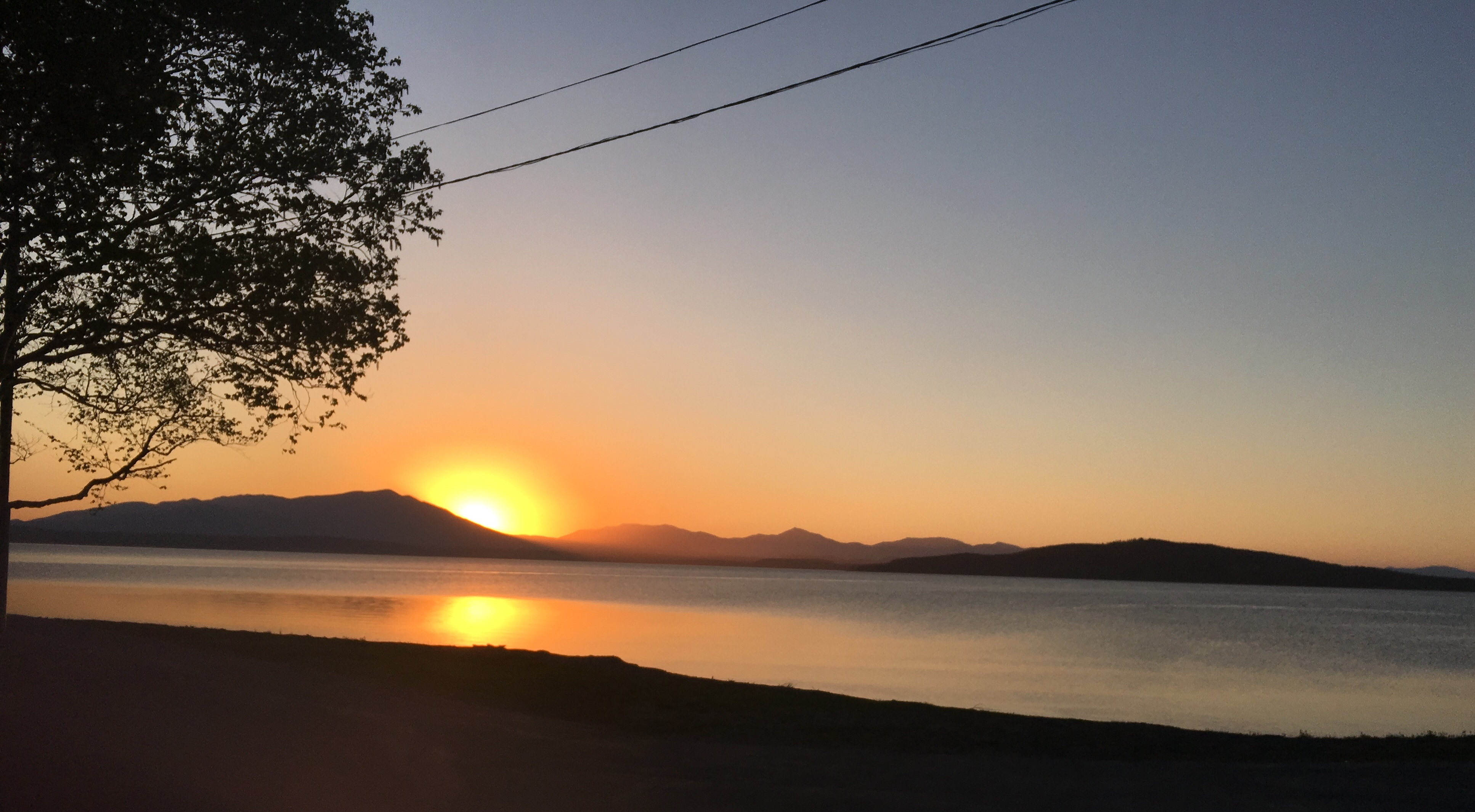
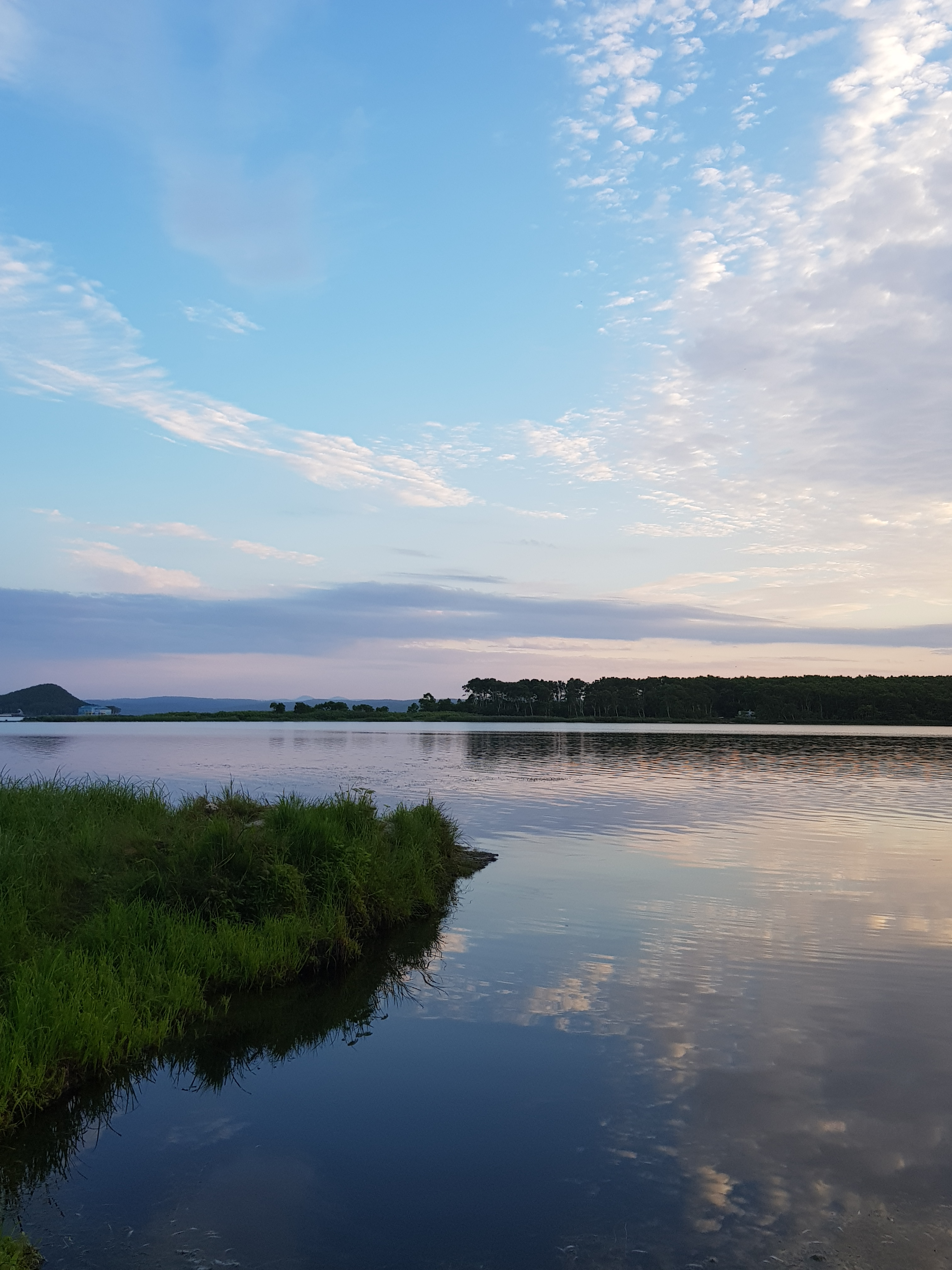
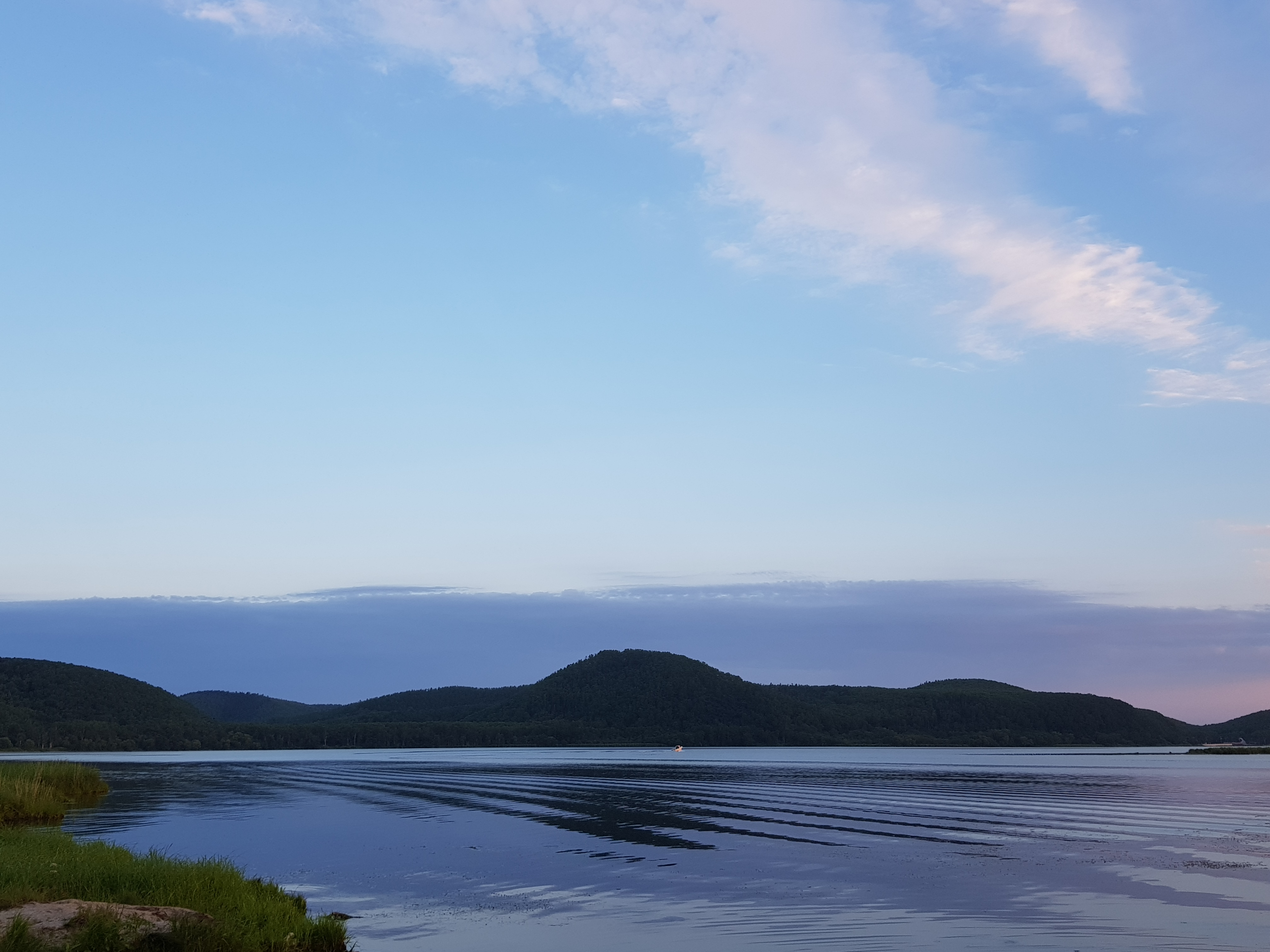